# 什勒斯維希-霍爾斯坦的腓特烈
什勒斯維希-霍爾斯坦的腓特烈（德語：Friedrich zu Schleswig-Holstein，1891年8月23日—1965年2月10日），是石勒苏益格-荷尔斯泰因-索恩德堡-格吕克斯堡公爵腓特烈·斐迪南的独子，石勒蘇益格-荷爾斯泰因公爵，1934年至1965年在位。